# Evropská asociace turistických klubů
Evropská asociace turistických klubů (EWV – Europäische Wandervereinigung, European Ramblers' Association) je mezinárodní organizací sdružující desítky turistických klubů (organizací) z 29 zemích Evropy, která byla založena v Německu v roce 1969.

## Historie
Mezinárodní turistická organizace EWV byla založena v Německu v roce 1969. Zakládajícími členy bylo 14 turistických klubů z 6 zemí. V počátku své existence si stanovila tyto hlavní úkoly: vytyčení, vyznačení a údržbu přeshraničních tras, 11 dálkových pěších tras napříč Evropou, poznání a ochranu přírody, poznání evropské historie, památek, zachování práva na volný vstup do přírody i organizaci celoevropských akcí.
Klub českých turistů byl přijat mezi členy EWV v roce 1991.

## Současná organizace
Nyní sdružuje přes 50 turistických klubů (organizací) z 26 států Evropy, které mají ve svých řadách celkem 5 milionů členů. Sídlem asociace je město Kassel v Německu. Asociace má své volitelné sedmičlenné prezídium. Prezidentem EWV je Liz Nielsen (před ním řadu let Ing. Jan Havelka, v roce 2005 předseda Klubu českých turistů). Sekretariát EWV je Praze. EWV má dvě odborné komise – Komisi cest a Komisi turistiky.

## Důležité akce
- V roce 1998 se konal v Praze Průhonicích řádný kongres EWV
- V období let 2000–2001 zorganizovala mezinárodní akci Eurorando 2001, zahrnující řadu navazujících turistických pochodů a setkání.
- Ve dnech 28. dubna až 2. května 2004 byla v Bechyni uspořádána první Evropská konference o značení turistických cest.
- Od roku 2004 jsou každoročně organizovány Dny evropské turistiky a vznikají přeshraniční pochody pod názvem Putování se sousedy
- Od roku 2005 je zahájen každoroční program Putování s rodinami
- Do roku 2006 se podařilo vytvořit 11 dálkových tras označených El až E11 v celkové délce 55 000 km.
- Ve dnech 25. – 28. září 2008 se v Blansku konala 39. konference Evropské asociace turistických klubů (EATK).
- Ve dnech 10. – 13. 10. 2013 se v srbském Vrsaru konala 44. výroční konference EATK. Zúčastnilo se jí delegace z 47. členských klubů, 8 klubů se omluvilo. Bylo zrušeno několik komisí a nahrazeno pracovními skupinami svolávanými podle potřeby. Předsedkyní EATK zůstává Lis Nielsen z Dánska.[1]